# Crinopseudoa
Crinopseudoa là một chi nhện trong họ Corinnidae.